# Sărulești, Călărași
Sărulești là một xã thuộc hạt Călărași, România. Dân số thời điểm năm 2002 là 3177 người.